# Теория сушки
Теория сушки — прикладной раздел теплофизики, составляющий теоретическую основу процесса сушки. Теория сушки объединяет такие разделы физики как гидродинамика, термодинамика и теория фазовых переходов.
Основной переменной теории является влагосодержание {\displaystyle u} — отношение массы жидкости к массе сухого тела.
{\displaystyle u={\frac {m_{liq}}{m_{0}}}}
Влажность тела:
{\displaystyle W={\frac {m_{liq}}{m_{0}+m_{liq}}}={\frac {u}{1+u}}}
Основные переменные:
- {\displaystyle u_{1}} — содержание парообразной влаги;
- {\displaystyle u_{2}} — содержание жидкообразной влаги (воды);
- {\displaystyle u_{3}} — содержание твердообразной влаги (лёд);
- {\displaystyle u_{4}} — содержание сухого воздуха в порах и капиллярах тела.

Потенциал влагопереноса:
{\displaystyle \theta ={\frac {u}{c_{m}}}},
где {\displaystyle c_{m}} — удельная изотермическая влагоёмкость